# Comuna Valea Mare, Dâmbovița
Valea Mare (în trecut, denumită și Văile Unite) este o comună în județul Dâmbovița, Muntenia, România, formată din satele Fețeni, Gârleni, Livezile, Saru, Stratonești, Valea Caselor și Valea Mare (reședința).

## Așezare
Comuna se află în sud-vestul județului, la nord-vest de Găești, pe bazinul hidrografic al pârâului Potop, care la sud de Găești, prin confuență cu Cobia formează râul Sabar. Ea este străbătută de șoseaua județeană DJ702A care se ramifică din DN7 la sud de comună în Crângurile de Sus și urcă spre zona de deal învecinată.

## Demografie
Componența etnică a comunei Valea Mare
     Români (93,26%)
     Alte etnii (0,86%)
     Necunoscută (5,88%)
Componența confesională a comunei Valea Mare
     Ortodocși (93,4%)
     Alte religii (0,38%)
     Necunoscută (6,22%)
Conform recensământului efectuat în 2021, populația comunei Valea Mare se ridică la 2.091 de locuitori, în scădere față de recensământul anterior din 2011, când fuseseră înregistrați 2.400 de locuitori. Majoritatea locuitorilor sunt români (93,26%), iar pentru 5,88% nu se cunoaște apartenența etnică. Din punct de vedere confesional, majoritatea locuitorilor sunt ortodocși (93,4%), iar pentru 6,22% nu se cunoaște apartenența confesională.

## Politică și administrație
Comuna Valea Mare este administrată de un primar și un consiliu local compus din 11 consilieri. Primarul, Ion Constantin Miu[*], de la Partidul Social Democrat, este în funcție din 2012. Începând cu alegerile locale din 2024, consiliul local are următoarea componență pe partide politice:
|  | Partid                          | Consilieri | Componența Consiliului | Componența Consiliului | Componența Consiliului | Componența Consiliului | Componența Consiliului | Componența Consiliului | Componența Consiliului | Componența Consiliului | Componența Consiliului |
|  | ------------------------------- | ---------- | ---------------------- | ---------------------- | ---------------------- | ---------------------- | ---------------------- | ---------------------- | ---------------------- | ---------------------- | ---------------------- |
|  | Partidul Social Democrat        | 9          |                        |                        |                        |                        |                        |                        |                        |                        |                        |
|  | Alianța pentru Unirea Românilor | 1          |                        |                        |                        |                        |                        |                        |                        |                        |                        |
|  | Partidul Național Liberal       | 1          |                        |                        |                        |                        |                        |                        |                        |                        |                        |

## Istorie
La sfârșitul secolului al XIX-lea, comuna făcea parte din plasa Cobia a județului Dâmbovița și era formată din satele Valea Mare, Băsești (astăzi, Livezile) și Primejdești, cu 845 de locuitori. În comună funcționau două biserici, o școală și o moară de apă. La acea vreme, pe teritoriul actual al comunei, funcționa în plasa Dealu-Dâmbovița a aceluiași județ, și comuna Valea Caselor, formată din satele Valea Caselor, Valea Lupului, Gârleni și Saru, comună în care funcționau o biserică și o moară de apă.
În anii următori, cele două comune au fost comasate, fiind consemnată de Anuarul Socec din 1925 comuna Văile Unite, cu reședința la Valea Mare, comună ce servea drept reședință a plășii Bogați din același județ Dâmbovița. Comuna avea 2500 de locuitori și avea în compunere satele Băsești, Fețeni, Gârleni, Saru, Stratonești, Valea Caselor și Valea Mare.
Comuna a luat în timp numele de Valea Mare și a fost arondată în 1950 raionului Găești din regiunea Argeș. În 1968, ea a redevenit parte a județului Dâmbovița, reînființat.

## Monumente istorice

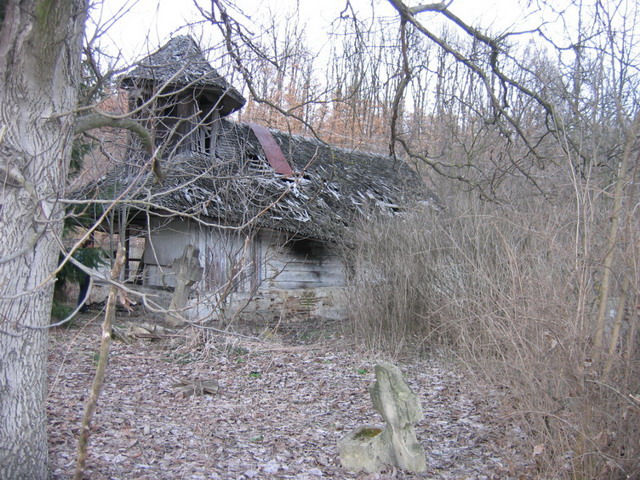
Biserica de lemn „Cuvioasa Paraschiva” din Valea Caselor, monument istoric de interes local din comuna Valea Mare.

- Biserica de lemn "Cuvioasa Paraschiva” din localitatea Valea Caselor, datând din secolul al XVIII-lea. A fost renovata în 2008-2010 fara a-i schimba arhitectura.
- Crucea de piatră din localitatea Valea Caselor, aflată în grădina lui Ilie Cristea, datând din anul 1727
- Crucea vistiernicului Stroe Leurdeanu aflată în localitatea Valea Caselor, pe strada Principală, datând din anul 1647